# Ascorbate minéral

Acide L-ascorbique.

Un ascorbate minéral est un sel minéral de l'acide ascorbique, ce qui en fait une forme hydrosoluble de vitamine C. Il se présente sous forme pulvérulente issue de la réaction d'acide ascorbique en solution aqueuse avec un carbonate minéral avec élimination d'une molécule de dioxyde de carbone CO2 puis séchage avant d'être réduite en poudre. Les carbonates minéraux utilisés peuvent être par exemple le carbonate de calcium CaCO3, le carbonate de potassium K2CO3, l'hydrogénocarbonate de sodium NaHCO3 ou encore le carbonate de magnésium MgCO3.
Les ascorbates sont des antioxydants très réactifs utilisés comme conservateurs alimentaires.
Ce sont par exemple :
- l'ascorbate de sodium (E301) ;
- l'ascorbate de calcium (E302) ;
- l'ascorbate de potassium (E303).